# 俾斯麥論壇報
《俾斯麥論壇報》（英語：The Bismarck Tribune）是一份在美國北達科他州俾斯麥印刷的日報。

## 獲獎
- 1938年：普立茲公共服務獎[1]

## 外部連結
- 俾斯麥論壇報的官方網站
- 俾斯麥論壇報的Facebook專頁
- 俾斯麥論壇報的X（前Twitter）